# Mustaschdvärgbarbett
Mustaschdvärgbarbett (Pogoniulus leucomystax) är en fågel i familjen afrikanska barbetter inom ordningen hackspettartade fåglar.

## Utbredning och systematik
Fågeln förekommer från östra Uganda och västra Kenya till södra Malawi. Den behandlas antingen som monotypisk eller delas in i två underarter med följande utbredning:
- Pogoniulus leucomystax leucomystax – allra östligaste Uganda (Mount Elgon) och centrala Kenya söderut i högländerna till nordöstra Tanzania
- Pogoniulus leucomystax meridionalis – södra Tanzania till Malawi, väster om Rift Valley

## Status
IUCN kategoriserar arten som livskraftig.